# Mencia
Pour les articles homonymes, voir Mencia (homonymie).
Le mencia, ou mencía, est un cépage rouge autochtone du nord-ouest de la péninsule ibérique.
En Espagne, il est planté essentiellement en Galice et en Castille et León dans les régions de Valdeorras (en), Bierzo, Ribeira Sacra, Rías Baixas, Ribeiro (en), Monterrei (en) et Liébana (Vinos de León).
Au Portugal, on le nomme jaen et on le trouve principalement dans les régions du Dão, du Douro, de Lisboa, de Beira interior et de Bairrada.
La plupart des vins produits à partir de ce cépage sont traditionnellement des vins rouges légers, plutôt pâles, fruités, relativement parfumés et destinés à être bus jeunes. Ce style de vin était le résultat de plantations post-phylloxériques sur des plaines fertiles, qui avaient tendance à produire des rendements élevés et par conséquent des vins dilués. Dans les années 1990, des vins beaucoup plus colorés, concentrés et complexes ont été produits par une nouvelle génération de viticulteurs, principalement à partir de vieilles vignes poussant à flanc de colline, souvent sur des sols schisteux, et associées à une gestion prudente et soignée du vignoble. Ceci a suscité un net regain d'intérêt pour le mencia et les appellations (Denominaciones de Origen) qui l'utilisent.

## Histoire
Le mencia provient principalement du nord-ouest de la péninsule ibérique où il est introduit et cultivé depuis la Rome antique. Des cultures importantes se trouvent au Portugal, dans la région du Dão où le cépage serait apparu vers le milieu du XIVe siècle après avoir été apporté d'Aquitaine par les pèlerins venant à Saint-Jacques-de-Compostelle.
Depuis les années 1990, il a gagné en popularité et un nombre croissant de vignerons espagnols réputés travaillent actuellement avec ce cépage. La découverte de son potentiel sur les sites les plus exigeants a contribué à cette évolution.

## Description

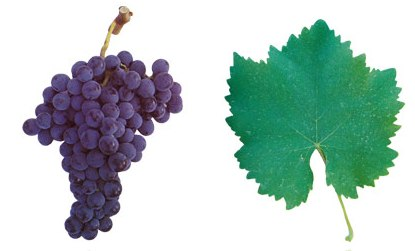
Grappe et feuille de Mencia.

La variété produit des grappes compactes petites à moyennes, cylindro-coniques, ailées avec des baies de taille petite à moyenne de forme ellipsoïdale, de section régulière et avec une peau épaisse d'un beau noir bleuté très pruinée et une pulpe juteuse à saveur neutre.
Les pédoncules sont moyennement forts avec très souvent une partie supérieure lignifiée.
Les moûts sont de couleur rouge grenat avec une teneur élevée en sucre mais avec une faible acidité lorsque les fruits ont mûri longuement.

## Zones de culture
La variété est cultivée essentiellement en Espagne et au Portugal.
En Espagne, le mencia est un cépage traditionnel de la région de Bierzo où il est principalement implanté. On le trouve aussi entre autres dans les appellations de Monterrei, Rias Baixas, Ribeira Sacra, Ribeiro et Valdeorras en Galice. Il occupe la neuvième place des cépages les plus cultivés en Espagne avec plus de 11 330 hectares de vignes.
Au Portugal, le cépage est principalement cultivé dans les régions du Dão et du Douro où 2 500 hectares de vigne sont plantés mais on le trouve aussi dans les régions de Lisboa, de Beira intérior et de Bairrada. En 2010, dans l'ensemble du pays, 2 578 ha de vignobles étaient plantés avec la variété.

## Relation avec d'autres cépages

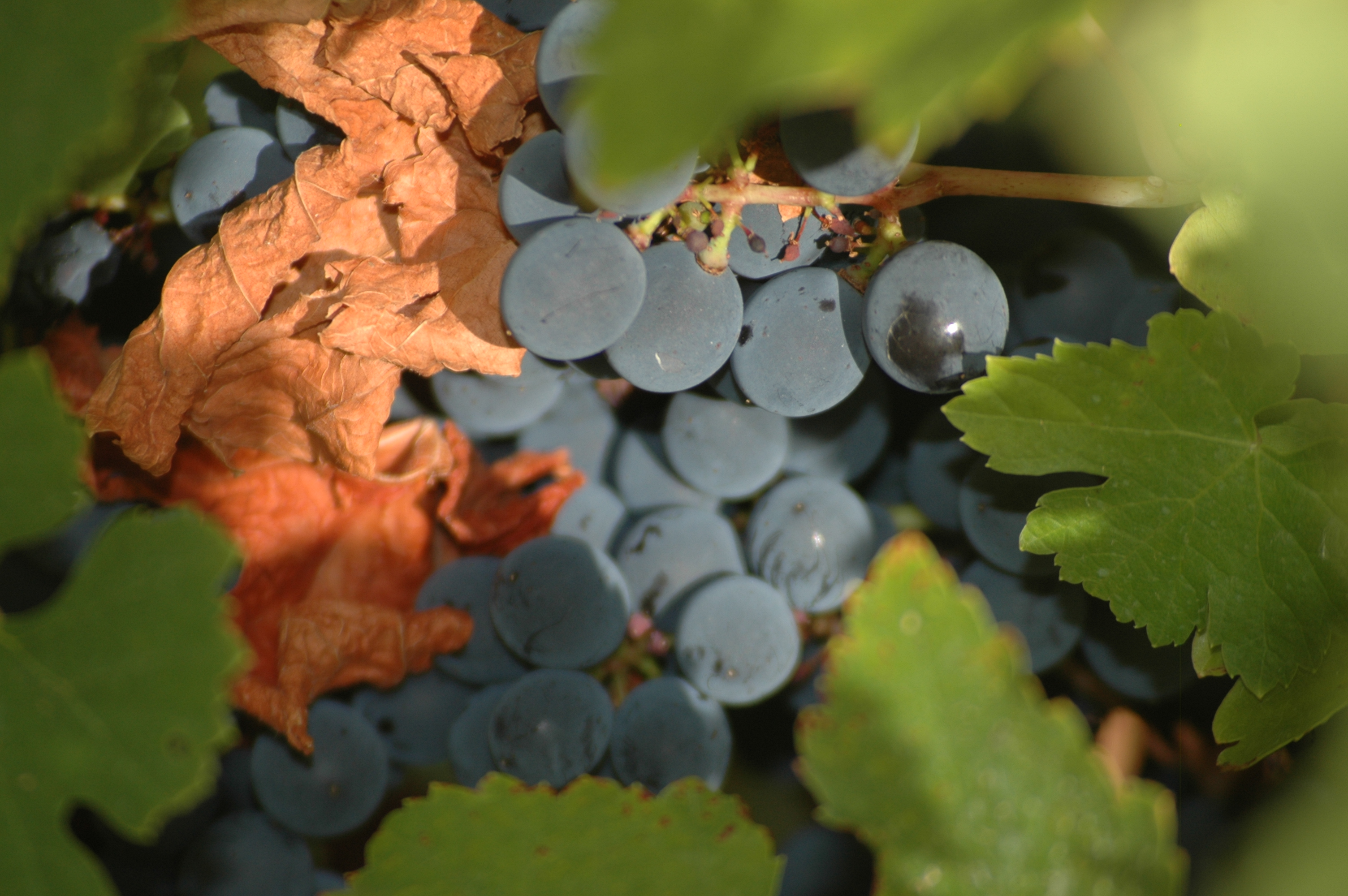
Mencía au moment des vendanges à El Bierzo.

On pensait autrefois qu’il s’agissait d’un clone du cabernet franc, avec lequel il partage certains de ses arômes, mais des analyses d'ADN effectuées en Espagne par le Département de Biologie Végétale de l'Universidad Politécnica de Madrid ont montré qu'il était un clone du Jaen (ou Jaen du Dão). D'autres analyses ont permis de déterminer que le cépage est probablement originaire du Portugal, car il résulte d'un croisement entre l'Alfrocheiro (en) et le Patorra, deux cépages rouges portugais respectivement des régions du Dão et du Douro,. Les clones portugais et espagnols diffèrent néanmoins par la taille et la fécondité des fruits.

## Aptitudes
Le mencia donne des vins typés possédant des arômes délicats de fruits rouges (fraise, framboise, grenade, myrtille, mûre, cerise, etc.) et, dans le cas de vins issus de vieilles vignes, des notes minérales caractéristiques. Ces arômes de fruits rouges sont dus à une teneur élevée en terpénoïdes qui caractérise ce cépage. Selon la composition du sol où elle est cultivée, la variété peut avoir des caractéristiques différentes. Dans les sols argileux, les vins ont un caractère plus terreux, tandis que dans les sols composés de granite et de schiste, ils sont plus minéraux.
Ils sont riches en alcool, d'une belle couleur rubis brillant, avec des tanins souples et veloutés et une bonne aptitude à vieillir. Mais le cépage est également recommandé pour produire des vins destinés à être bus jeunes ou de légers rosés aromatiques, fruités et doux. Il mûrit tôt et convient bien au climat maritime où les pluies d'automne sont assez fréquentes. Il peut perdre rapidement son acidité naturelle et atteindre des niveaux d'alcool indésirables s'il est récolté trop tard. Ses teneurs élevées en alcool et en acidité doivent être bien maîtrisées afin de préserver l'équilibre du vin.
L'élevage en fûts de chêne doit être utilisé avec mesure car cela peut submerger la saveur plutôt délicate du cépage. Certains producteurs procèdent lors de la vinification à une macération carbonique, à l'instar de certains vins du Beaujolais, afin d'accentuer les arômes fruités du cépage et de gommer les tanins. Il existe également des assemblages avec d'autres cépages, comme le touriga nacional, qui permettent d'accroître la complexité et la garde du vin.
Il est décrit comme un cépage plutôt difficile à cultiver car il craint particulièrement le vent, qui peut casser ses premières pousses et faire tomber ses fruits ensuite, et a tendance à produire de faibles rendements lorsqu'il est planté sur des sols pentus et des rendements élevés en plaine. En outre, il nécessite un contrôle précis car il est sensible au mildiou, à l'oïdium, à l'excoriose et à la pourriture grise.

## Synonymes
Le synonyme de base est jaen, le nom utilisé principalement au Portugal. Les autres synonymes sont :
- De Nera
- Fernao Pires Tinta
- Giao
- Jaen du Dão
- Jaen Galego
- Jaen Galeno
- Jaen Noir
- Jaen Tinto
- Loureiro Tinto
- Medoc
- Mencía Pajaral
- Mencia Pequeno
- Mencia Roble
- Mencin
- Negra
- Negro
- Tinta Mollar
- Tinto Mencia
- Tinto Mollar